# Jama (hinduismus)

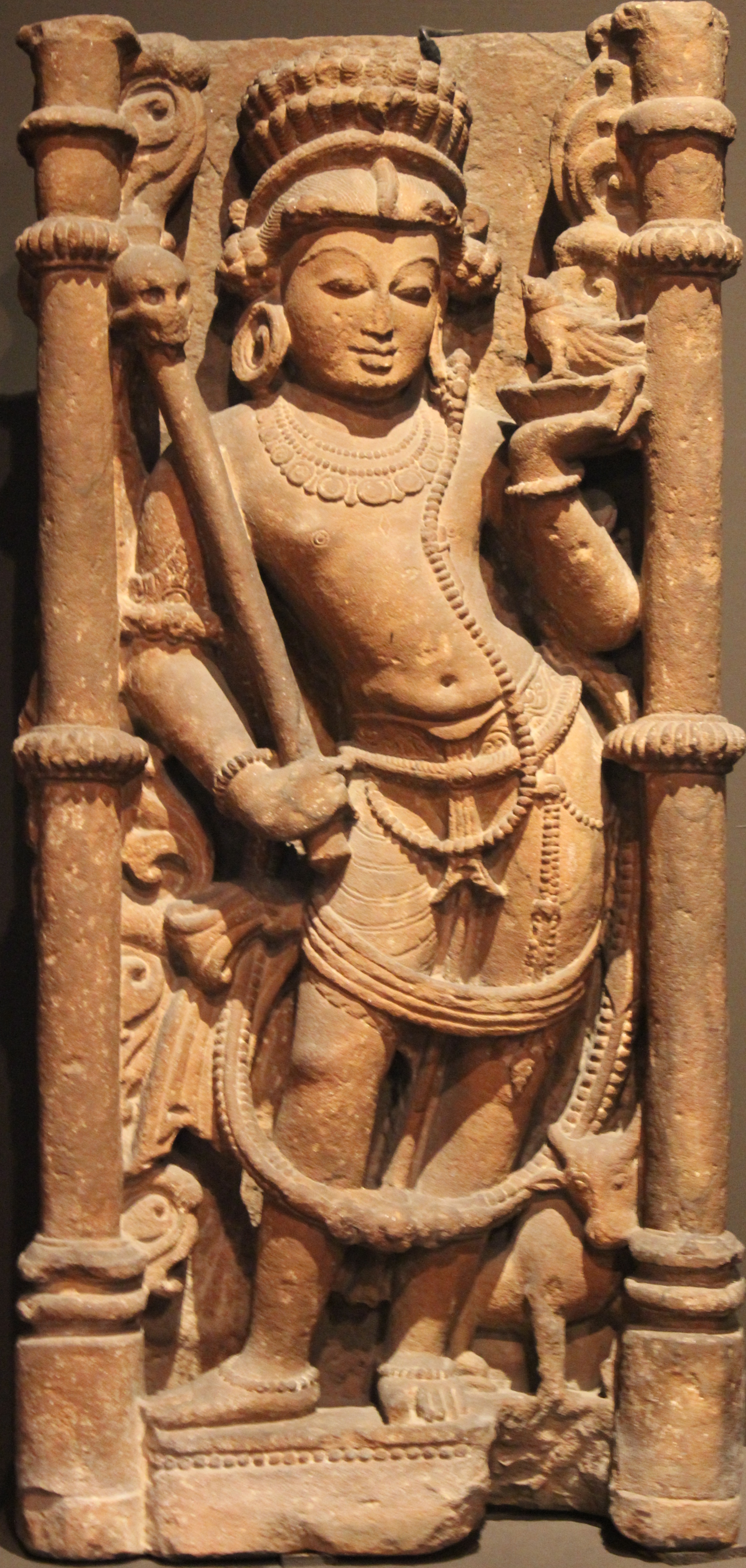
Jama

Jama je védským a hinduistickým bohem smrti, vládcem podsvětí a ochráncem jihu. Jama je synem boha Vivasvána a bohyně Saranjú, kteří zplodili jeho ženský protějšek Jamí. Sourozenci spolu měli zplodit dítě a stát se prapředky lidstva, Jama však incest odmítl, ač Jamí s ním souhlasila. Později se stal prapředkem lidstva Manu, syn Vivasvána a Savarny, dvojnice jeho manželky. Jama byl zároveň prvním člověkem, který obětoval bohům a prvním smrtelníkem. Za odměnu vládl po své smrti nad říší mrtvých ve třetím, tedy nejvyšším nebi, kde panuje radost a veselí.
V pozdějším pojetí Jama obývá hrozivé peklo zvané Naraka, kde sídlí ve městě Jamapurí ve svém paláci a soudí hříšníky. Pro svou nestrannost je ztotožňován se samotnou dharmou. Je zobrazován kulhavý, se zelenou či černou pletí, rudým rouchem, na černém buvolu a ozbrojený smyčkou a kyjem. Jeho písařem je Čitragupta, který ve své knize vyhledává dobré a špatné činy zemřelého, a jeho pomocníky, kteří přivádí mrtvé do podsvětí, jsou jamadútové, taktéž ozbrojení smyčkou. Jeho pomocníky jsou i holub a sova věštící blízkou smrt. Vchod do podsvětí je hlídán hrozivými čtyřokými psy zvanými Sáraméjové ("synové Saramy").
Jamovým íránským protějškem je mytický král Jima, který však přes řadu společných rysů hraje odlišnou úlohu, v indické epické literatuře je z něj nejspíše odvozen král Jajáti z Mahábháraty a Vasu Uparičara z téhož díla. Motiv prvního smrtelníka a zároveň boha smrti se objevuje i u irského Donna. Jamovo jméno lze vyložit jako „dvojče“, čímž odpovídá prvotním bytostem z indoevropských mytologií jako je severský Ymi, germánský Tuisto či římský Remus, které jsou doprovázeny bytostí zvanou „člověk, muž“ jako je védský Manu, germánský Mannus nebo římský Quirinus-Romulus. Podle Jaana Puhvela v původní verzi mýtu bylo Dvojče obětováno Člověkem, který se stal prapředkem lidstva.